# Rocky Ford (Oklahoma)
Rocky Ford és una concentració de població designada pel cens dels Estats Units a l'estat d'Oklahoma. Segons el cens del 2000 tenia 60 habitants.

## Demografia
Segons el cens del 2000, Rocky Ford tenia 60 habitants, 18 habitatges, i 16 famílies. La densitat de població era de 9,7 habitants per km².
Dels 18 habitatges en un 61,1% hi vivien nens de menys de 18 anys, en un 77,8% hi vivien parelles casades, en un 0% dones solteres, i en un 11,1% no eren unitats familiars. En l'11,1% dels habitatges hi vivien persones soles l'11,1% de les quals corresponia a persones de 65 anys o més que vivien soles. El nombre mitjà de persones vivint en cada habitatge era de 3,33 i el nombre mitjà de persones que vivien en cada família era de 3,63.
Per edats la població es repartia de la següent manera: un 41,7% tenia menys de 18 anys, un 8,3% entre 18 i 24, un 30% entre 25 i 44, un 16,7% de 45 a 60 i un 3,3% 65 anys o més.
L'edat mediana era de 26 anys. Per cada 100 dones de 18 o més anys hi havia 118,8 homes.
La renda mediana per habitatge era de 31.875 $ i la renda mediana per família de 31.250 $. Els homes tenien una renda mediana de 25.000 $ mentre que les dones 40.833 $. La renda per capita de la població era de 17.477 $. Cap de les famílies i el 5,7% de la població estaven per davall del llindar de pobresa.

## Poblacions més properes
El següent diagrama mostra les poblacions més properes.